# تماس (فیلم ۱۳۶۸)
تماس فیلمی به کارگردانی و نویسندگی خسرو ملکان محصول سال ۱۳۶۸ است.

## خلاصه داستان
همسر اعظم، که پرستار است، در یک حادثهٔ آتش‌سوزی دچار بحران روحی شده و در بیمارستان بستری است. جوان ناشناسی به اعظم از طریق تلفن اطلاع می‌دهد که فرزندش در جادهٔ شمال تصادف کرده‌است. اعظم هراسان به محل حادثه می‌شتابد، اما درمی یابد که خبر دروغ بوده‌است. در غیاب او فرزندش به خانه می‌آید و پس از اطلاع از ماجرا با موتورسیکلت پسر لاابالی همسایه به دنبال مادر می‌رود و در جاده تصادف می‌کند. با پیگیری اعظم معلوم می‌شود که مزاحم کسی جز پسر لاابالی همسایه نبوده‌است. اعظم او را که اظهار ندامت می‌کند می‌بخشد.

## بازیگران
- پروانه معصومی
- حسین صفاریان
- محمد میرزاپور
- مهدی صباغی
- احمد قدکچیان
- شهناز همتی
- احسان عطابخش
- امیر نجیب‌زاده
- ورقا عامری
- شهره مکومی
- مهرداد ژورک
- رضا آهنگر
- پرویز سنواتی
- حسن کامل
- بابک شعاعی
- امیرحسین اربابی
- فائزه نوشیروان
- نسرین صحت بخش
- نیره فراهانی